# تیم ملی فوتسال اسپانیا
تیم ملی فوتسال اسپانیا،نماینده اسپانیا در مسابقات بین‌المللی فوتسال و توسط فدراسیون فوتبال اسپانیا اداره می‌شود. این تیم یکی از قوی‌ترین تیم‌های جهان است، هفت بار قهرمان مسابقات فوتسال اروپا و دو بار قهرمان پیاپی جام جهانی فوتسال شده است.